# Instituto de Astrofísica de Canarias
Instituto de Astrofísica de Canarias (română Institutul de astrofizică din Canare) este un institut de astrofizică din Insulele Canare. Are sediul în orașul San Cristóbal de La Laguna (Tenerife).